# Partia Porozumienia Obywatelskiego
Partia Porozumienia Obywatelskiego (słow. Strana občianskeho porozumenia, SOP) – słowacka centrowa partia polityczna istniejąca w latach 1998–2003, jeden z czterech podmiotów koalicji tworzącej pierwszy rząd Mikuláša Dzurindy (1998–2002).

## Historia
Partia została utworzona 5 kwietnia 1998, na jej czele stanął burmistrz Koszyc Rudolf Schuster. W wyborach w 1998 uzyskała 8,01% głosów i 13 mandatów w Radzie Narodowej. Weszła następnie w skład koalicji tworzącej pierwszy rząd Mikuláša Dzurindy. Delegowała do niego wicepremiera (Pavol Hamžík: 1998–2001, Mária Kadlečíková: 2001–2002) oraz ministra ds. prywatyzacji (Mária Machová). Prezydentem Słowacji został w 1999 lider SOP Rudolf Schuster, zaś obowiązki szefa partii przejął wówczas Pavol Hamžík. W wyborach w 2002 partia nie wystawiła własnej listy i znalazła się poza parlamentem.
W latach 2002–2003 SOP prowadziła rozmowy o powołaniu lewicowego ugrupowania wraz z SDĽ i SDA, ostatecznie 1 marca 2003 połączyła się ze SMER-em.